# Agostino Facheris
Agostino Facheris, Agostino da Caversegno o il Caversegno (Capersegno, 1500 circa – Bergamo, 1552 circa), è stato un pittore italiano.

## Biografia

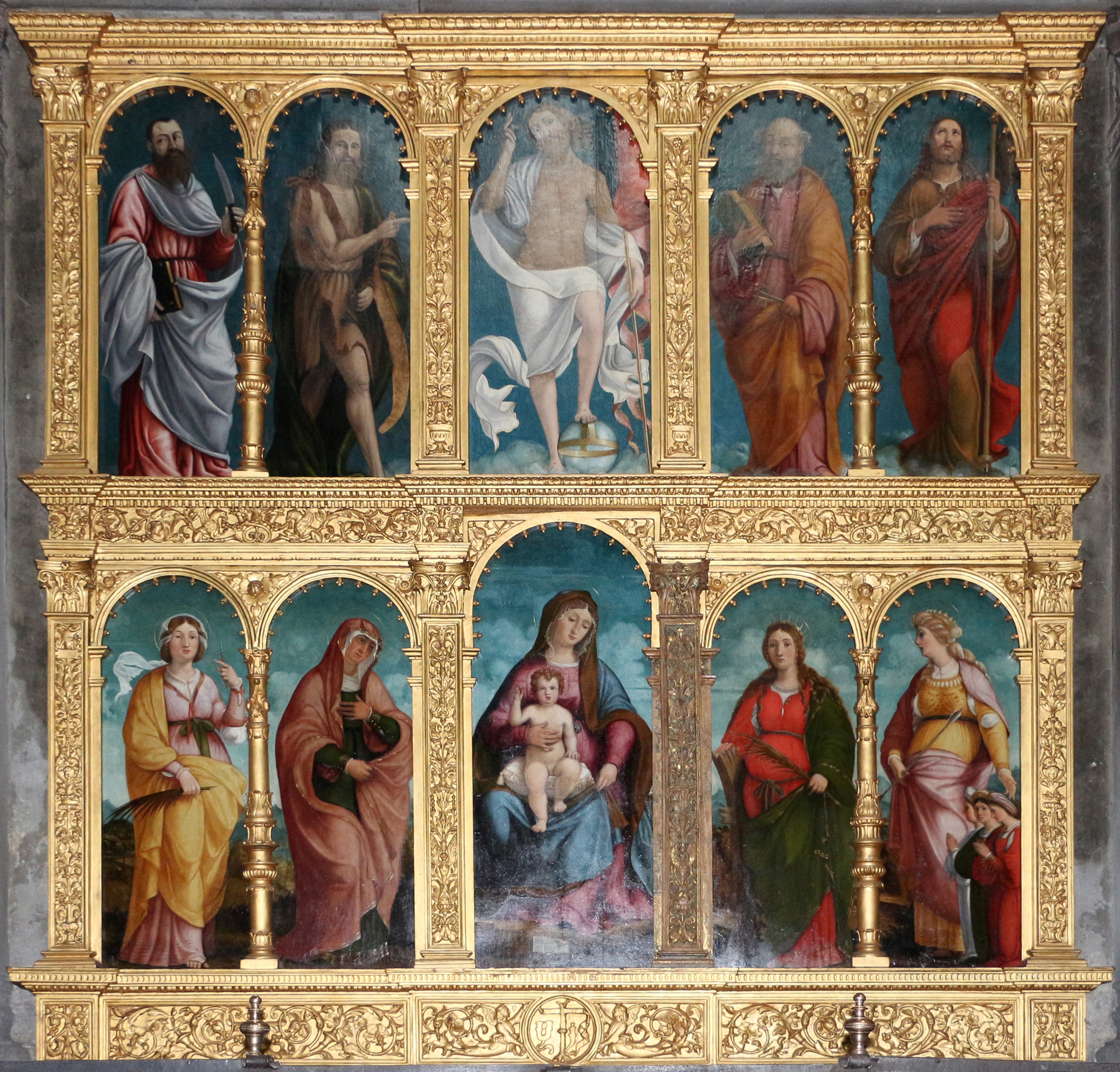
Andrea Previtali, Agostino Facheris e altri aiuti. Polittico chiesa di Santo Spirito

Agostino Facheris nacque a Caversegno, da cui il nome che lo accompagna, poi comune unito a Presezzo, da maestro Filippo che si era trasferito a Bergamo, ma poco si conosce della sua vita, non si conosce con precisione neppure l'anno di nascita.
Venne registrato negli estimi del comune di Bergamo del 1527, come residente nella vicinia di Sant'Andrea in via Porta Dipinta, nella medesima vicinia del Previtali che sarà, con il Lotto, il suo maestro, è infatti del 1525 il dipinto che lo vede lavorare a quattro mani con l'artista per la realizzazione del polittico nella chiesa di Santo Spirito, anche se l'alunnato presso il Previtali risulta fosse terminato il 30 settembre 1518.
Le opere e la vita del Facheris sono documentate dal Tassi, e la sua è una testimonianza importante, essendo le sue opere per la maggior parte state distrutte o perse nel XIX secolo. I rapporti con il pittore presente in Bergamo nel decennio 1513 -1523 Lorenzo Lotto, sono provati da vari documenti: nel giugno 1523 risulta che Fascheris fosse presente quale testimone alla quietanza di pagamento del Lotto con il suo affittuario Nicolò Bonghi. Nel 1531 l'artista dipinge la sacra conversazione con Madonna col Bambino e santi sulla lapide del vescovo Luigi Tasso in Santo Spirito, usando il dipinto dell'artista veneziano, conservato al Louvre: Sacra Famiglia con la famiglia del Battista. Rimangono documentati i disegni che Lorenzo Lotto affidava a lui, come al Previtali, da consegnare a Giovan Francesco Capoferri  per la realizzazione delle Tarsie del coro di Santa Maria Maggiore di Bergamo, risultano infatti dal 25 novembre 1531 e al 15 gennaio 1532 due lettere autografe del Lotto alla Confraternita della Misericordia Maggiore e due richiami contenuti nel Liber fabricae chori.
Risulta stilato un testamento in data 1538 depositato dal notaio Martino Benaglio, ma risultano ancora lavori l'anno successivo, e l'ultima commissione nel 1552 per la chiesa di San Vigilio, opera ormai persa, questo farebbe risalire la sua morte in data successiva, la sua salma venne traslata nella chiesa di sant'Agostino
Il Facheris collaborò e imparò da importanti artisti senza riuscire ad avere una propria linea pittorica, le sue opere raffigurano una semplicità che pur essendo piacevole è troppo semplicistica, non riuscirà mai ad avvicinarsi artisticamente ai pittori del XVI secolo. La tela Madonna con Bambino venne realizzata per la chiesa di Santo Stefano, e dopo la sua demolizione del 1561 per la realizzazione delle mura veneziane, venne spostata e posizionata, come la Pala Martinengo del Lotto, sulla parete laterale del presbiterio della chiesa dei Santi Bartolomeo e Stefano.

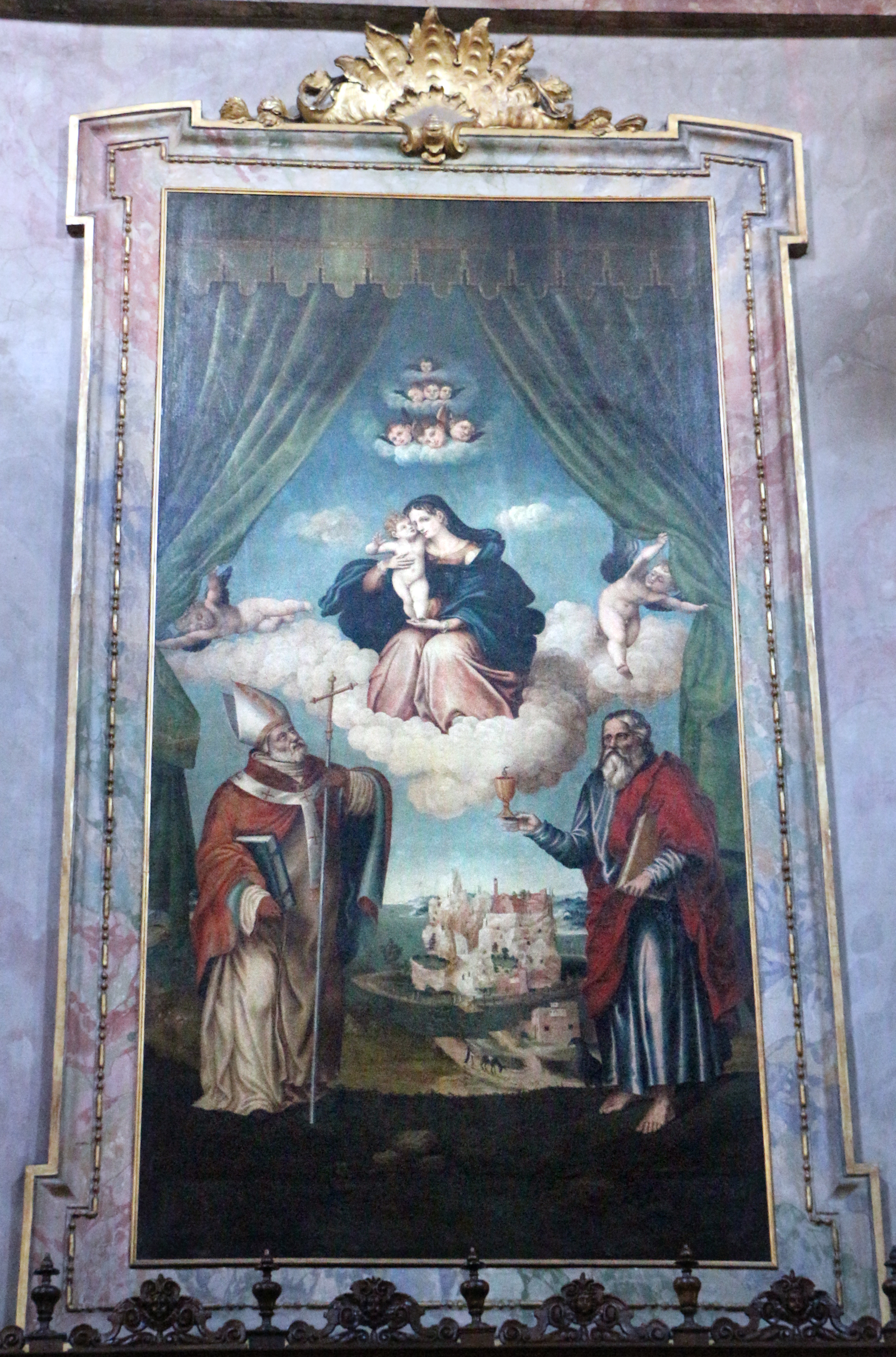
Agostino Facheris detto il Caversegno, Madonna col Bambino e santi, chiesa di San Bartolomeo e Stefano

Lo storico Francesco Tassi, erroneamente indicò la presenza di due personaggi, uno da Caversegno scrisse infatti: «Operava in questi tempi con molta laude Agostino figliolo di Filippo Caversegno ma per poche notizie avute non si concede favellar di lui come converrebbe», citando poi due soli lavori: «un piccolo quadro dipinto su legno», dove erano raffigurati san Pietro e i santi Martino e Quirico e dove sarebbe stata apposta la firma dell'artista, e la pala dell'altare della chiesa di San Vigilio con san Lupo di Bergamo e il santo titolare. Di questo artista il Tassi non descrive lo stile pittorico piuttosto le sue qualità morali: «Mi giova credere che Agostino fosse uomo di molta pietà pe' molti legati pii ordinati nel suo testamento […]». Dell'altro pittore che il Tassi indicò come 'Agostino Facherisscrisse: «Agostino figliolo di Filippo Facheris fiorì circa questi tempi medesimi, ed una sola opera che abbiamo esposta alla pubblica vista e della maniera da lui usata per la costumanza lodevole che avevano allora li artefici di scrivere a chiare note il proprio nome sotto le loro dipinture», in Tassi descrive il dipinto raffigurante la sant'Agostino nella chiesa della Santissima Trinità di borgo Sant'Antonio, dove vi era la tela del Lotto raffiurnte la Trinità. L'errore proseguì, vengono infatti citati due pittori anche nel 1707 che Giuseppe Beltramelli, che riteneva il Tassi tanto preparato da non poter sbagliare nell'assegnare le opere a due artisti differenti. Solo nei primi anni del XIX secolo fu identificato un unico artista, sicuramente allievo del Previtali con il quale collaborò.

## Opere
Sebbene le sue opere siano pochissime,  attraverso la ricostruzione del Tassi è possibile stilarne un elenco:
- 1525 Polittico in Chiesa di Santo Spirito opera compiuta a quattro mani con Andrea Previtali;
- 1528 Sant'Agostino in cattedra chiesa della Santa Trinità in Bergamo opera firmata ma andata perduta nell'Ottocento;
- 1531 San Pietro tra i santi Martino e Quirico chiesa parrocchiale di San Pietro di Bolgare, opera firmata ma perduta;
- 1533 Santissima Trinità collezione privata
- 1536 Madonna col Bambino e i santi Pietro, Paolo, Stefano e Giovanni Battista chiesa di Santa Maria Assunta Locatello;
- 1537 Polittico chiesa di San Giacomo a Piazzatorre; le opere di questi anni testimoniano la sua vicinanza al veneziano Lorenzo Lotto
- 1537 San Marco Brescia collezione privata bresciana;
- 1539 Pietà commissionata dalla Confraternita dello Spasimo opera perduta;
- 1552 San Vigilio tra i santi Lupo e Massenzio chiesa di San Vigilio Bergamo;
- San Sebastiano  e  san Fabiano (110x40 cad.) chiesa di sant'Alessandro della croce;
- Fatti della vita di san Giuliano Roma Palazzo Barberini Galleria nazionale d'arte antica;
- Madonna col Bambino e santi Bergamo, chiesa dei Santi Bartolomeo e Stefano
- Madonna con Gesù Bambino, Sant'Antonio da Padova, il vescovo Luigi Tasso e sant'Agostino, monumento funebre del vescovo Luigi Tasso, chiesa di Santo Spirito, Bergamo[9]

Altre opere non in questo elenco sono di incerta attribuzione.